# Похований велетень
«Похований велетень» (англ. The Buried Giant) — фентезійний роман 2015 року нобелівського лауреата, британського письменника японського походження Кадзуо Ішіґуро. Присвячений темі колективної пам'яті та забуттю як формі подолання травматичного досвіду покоління і стилізований під британський лицарський роман.
2016 року роман був номінований на Всесвітню премію фентезі  за найкращий роман, а також премію Міфопоетичну премію за літературу для дорослих. Того ж року посів 13-ту сходинку рейтингу Goodreads в категорії «Фентезі», а також 6-ту сходинку в номінації на премію «Локус» за найкращий фентезійний роман. Перекладений французькою, німецькою, іспанською, українською та російською мовами.

## Сюжет
Події роману розгортаються в Середньовічній Англії, у часи після правління короля Артура. Між саксами та британцями нарешті запанував мир. Подружжя похилого віку — Аксель та Беатрис — вирушає до сусіднього села провідати сина, якого дуже давно не бачили. Через магічний туман, який наслала на їхнє поселення дракониха, вони майже нічого не пам'ятають про сина і про своє минуле взагалі. Вирушаючи в мандри, подружня пара має подолати на своєму шляху чимало перешкод. До їхньої подорожі долучаються лицар сер Гавейн (племінник короля Артура), саксонський воїн Вістан та сирота Едвін. Згодом до Акселя та Беатрис починають потрохи повертатися спогади, і виявляється, що все було не так безхмарно, як їм здавалося. І тоді знову в пам'яті зринають образи і зрада. Наприкінці на пару чекає перевірка, чи дійсно їхнє кохання справжнє і, чи заслуговують вони прожити решту життя разом на острові, де знаходять спокій щасливі пари. Треба лише відповісти на кілька питань човняра, що переправляє на той омріяний острів.

## Український переклад
Похований велетень / Кадзуо Ішіґуро ; переклад з англійської Тетяни Савчинської. — Львів : Видавництво Старого Лева, 2018. — 376 с. — ISBN 978-617-679-470-7.